# دير الرسل القديسين

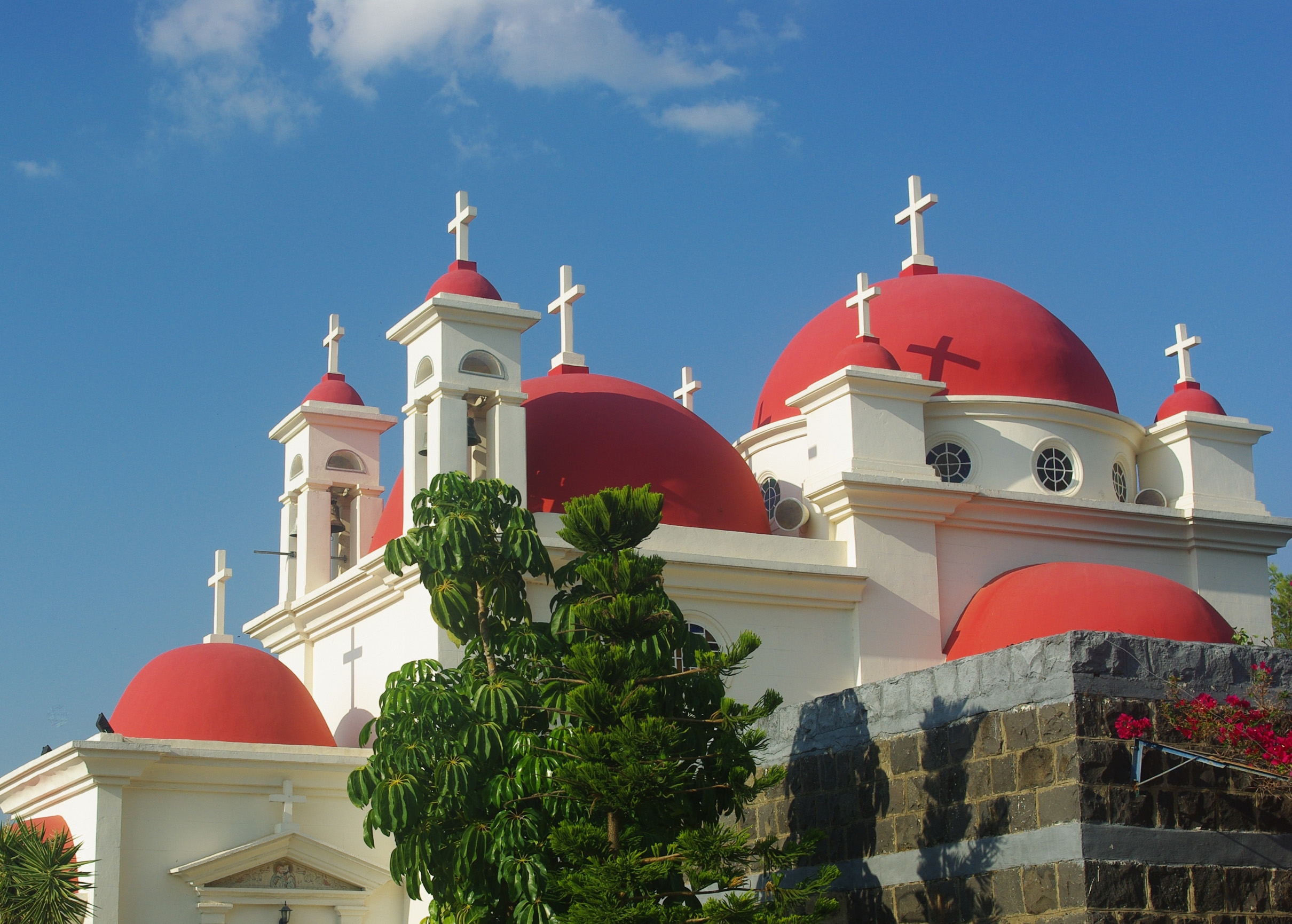

كنيسة الرسل القديسين اليونانية الأرثوذكسية،  والتي تستخدم عادة ببساطة كنيسة الرسل ( بالعبرية : כנסיית השליחים ) هي الكنيسة التي تقع في وسط دير الرسل القديسين اليوناني الأرثوذكسي في كفرناحوم التي تقع بين أنقاض كفرناحوم القديمة ( كفار ناحوم ) بالقرب من بحر الجليل في إسرائيل . وتعرف أيضًا باسم الكنيسة الأرثوذكسية اليونانية في كفرناحوم، لتمييزها عن دير الفرنسيسكان الواقع في الجزء الجنوبي من كفرناحوم. يُطلق عليها أحيانًا اسم كنيسة الرسل السبعة ، استنادًا إلى التلاميذ السبعة المذكورين في يوحنا 21 ( John 21:1-2 )،  ولكنها في الواقع مخصصة لجميع رسل يسوع الاثني عشر.  

## أهميتها
تشير الكنيسة إلى موقع قرية كفرناحوم القديمة، التي تعتبر مكانًا مهمًا في المسيحية. وقد تم ذكر القرية بشكل متكرر في الأناجيل. وكانت القاعدة الرئيسية ليسوع أثناء خدمته في الجليل . ويشار إليها بأنها مدينة يسوع والمكان الذي عاش فيه. وكان ذلك في مجمع كفرناحوم حيث بدأ أولاً في الوعظ. 
إن الذين يزعمون أن الكنيسة مخصصة للرسل السبعة (أو بالأحرى خمسة رسل وتلميذين آخرين) يستندون في ذلك إلى إنجيل يوحنا ، الإصحاح 21.  في الواقع فإن الكنيسة مخصصة لجميع الرسل الإثني عشر، وهو أمر منطقي أيضًا بسبب الإقامة الطويلة التي قضاها يسوع وتلاميذه الأقرب في كفرناحوم.

## التاريخ
تأسس الدير في بداية القرن العشرين على موقع أشرته بطريركية القدس . وتم بناء الكنيسة كجزء من مجمع الدير في عام 1925. وفي ثمانينيات القرن الماضي، أعيد بناء الكنيسة بالكامل؛ ولم يتبق من الكنيسة السابقة سوى الأيقونسطاس الحجري الذي يعود تاريخه إلى عام 1931. وخلال عامي 1995 و 2000 قام الرسام الفنان اليوناني كونستانتين دزوماكيس برسم وتزيين الكنيسة . تصور جدران الكنيسة مشاهد من الإنجيل، وكثير منها حدث في كفرناحوم ومحيطها: منها: تهدئة العاصفة، ومشي يسوع على الماء ، وصيد السمك المذهل من يوحنا 21، واشفاء يسوع للمرضى.
تُشير الكنيسة إلى موقع قرية كفرناحوم القديمة، وهي مكانةٌ مهمةٌ في المسيحية. وقد ذُكرت المدينة مرارًا في الأناجيل، وكانت مكانَ العمل الرئيسي ليسوع خلال دعوته في الجليل. وتُعرف بأنها مدينة يسوع والمكان الذي عاش فيه.

## الموقع
تقع الكنيسة في الجزء الشمالي الشرقي الأحدث من المدينة القديمة المدمرة، حيث انتقل السكان بعد تدمير المدينة القديمة في زمن يسوع، ربما نتيجة لزلزال الجليل عام 749 أو بسبب حدث من صنع الإنسان في القرن السابع أو الثامن الميلادي.